# Matsia-purana

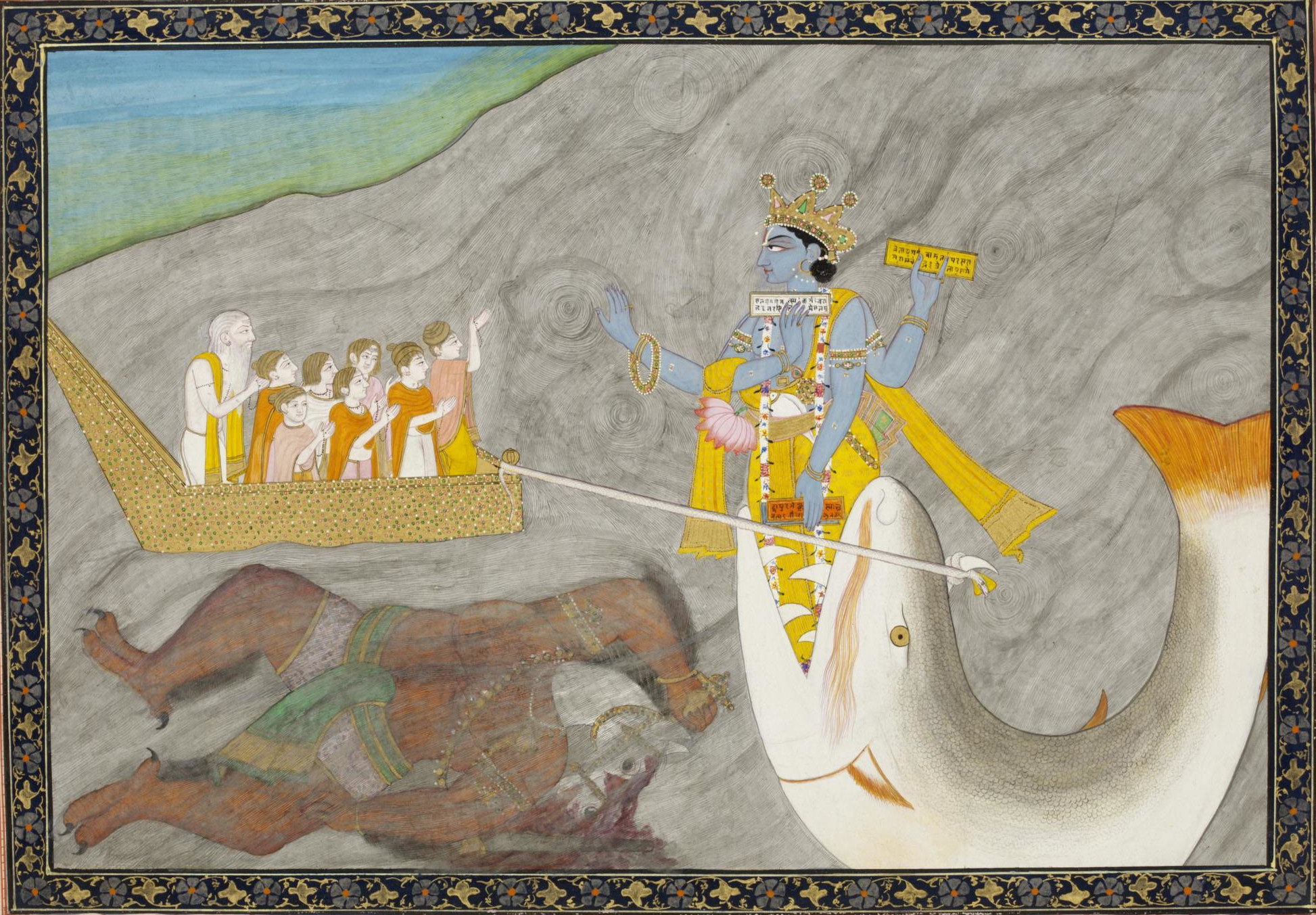
Matsia Avatar (ca 1870), pintura de Uttar Pradesh (India), actualmente en poder del museo Victoria and Albert, en Londres.

El Matsia-purana (siglo III d. C.) es uno de los textos Puranas.
En el marco del canon de 108 Puranas principales, el Matsia-purana es el decimosexto.
Se basa principalmente de la leyenda del primer avatar del dios Visnú, en la forma de Matsia (‘pez’).

## Etimología
- matsyapurāṇa, en el sistema AITS (alfabeto internacional para la transliteración del sánscrito).
- मत्स्यपुराण, en escritura devanagari del sánscrito.

## Datación y origen
La leyenda del diluvio universal que presenta el Matsia-purana (del siglo III d. C.) es muy similar a otras leyendas anteriores del mismo tema, como el mito sumerio de Utnapishtim (del siglo XVII a. C.) y el mito hebreo del arca de Noé (del siglo V a. C.).
En el Matsia-purana hay una lista de 30 reyes de la dinastía Satavájana, siendo el último el rey Madhari-Putra Suami Sakasena, del 199 d. C. 
Esta lista ayuda a datar el Matsia-purana, que debe haber sido compuesto después de ese último rey.
Sin embargo los hinduistas de la actualidad consideran que esa lista fue una «profecía», escrita en realidad en el 3100 a. C., pero esa fecha no tiene fundamento histórico, ya que fue deducida mediante cálculos astrológicos por el astrónomo indio Varaja Mijira (505-587 d. C.).
Los hinduistas en la actualidad consideran que el Matsia-purana es el primero y más antiguo de los 108 Puranas, porque cuenta la historia del avatar más antiguo (Matsia avatar).

## Contenido

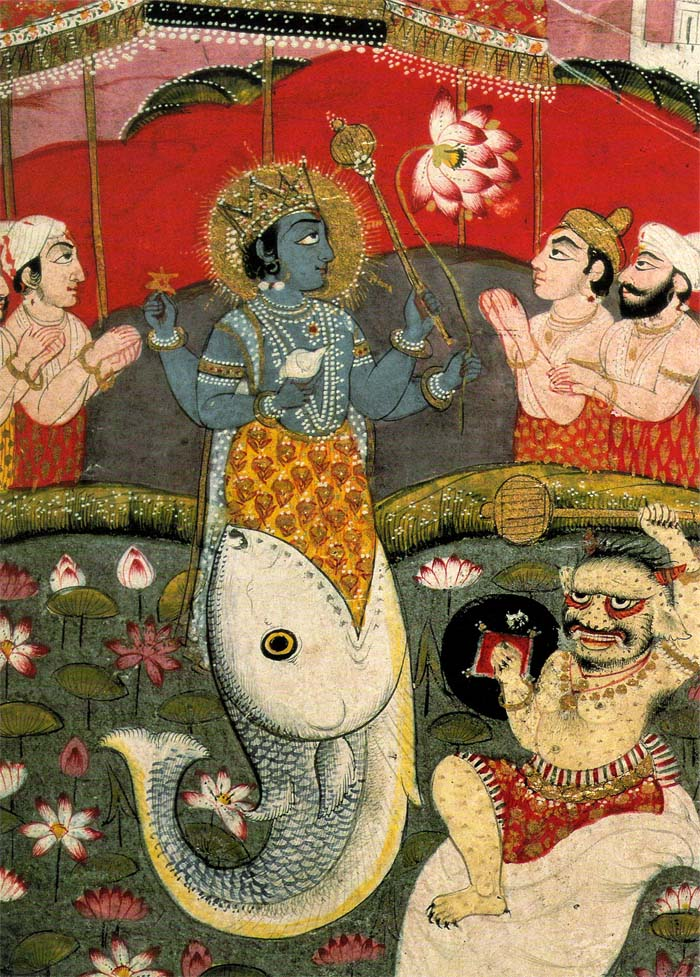
Fotografía escaneada del Matsiavatar en el libro Indian myths & legends (mitos y leyendas indios), ISBN 1-84186-105-7.

El contenido general de este Purana es el siguiente:
- La leyenda de la aparición del avatar Matsia ante el rey Satia Vrata (que más tarde sería llamado Manu).
- Descripción de la grandeza de la encarnación del avatar Nara Simja (la encarnación mitad hombre y mitad león).
- Descripción de los diez avatares principales de Visnú (entre los que se cuentan los dos anteriores).
- La grandeza del ayuno Ananta Tritíia y de los lugares de peregrinación como Praiag.
- Leyendas del chandra-vansha (la dinastía lunar), el suria-vansha (la dinastía solar) y el kuru-vansha (clan Kuru) y los reyes como Iaiati, Kartaviria, etc.
- Descripción de varios kalpas y iugás.
- Aparición de ídolos, construcción de deva-mandapa (pabellón para las deidades).
- Leyenda de Savitrí y Satiaván.
- Resultados de movimiento favorables y desfavorables de los planetas.
- Nacimiento de la diosa Párvati.
- Inmolación de Madán (Kámadeva).
- La boda de Shivá con Párvati.
- Nacimiento de Kartikeia, hijo de Shivá.
- Deberes de un rey.
- Descripción de los reyes futuros. Da una lista muy exacta de 30 reyes de la dinastía Satavájana entre el siglo II a. C. y el siglo II d. C.

La leyenda se presenta en la región de Dravida, donde los personajes centrales son el dios Matsia y el entonces rey de Dravida, llamado Satiavrata, quien más tarde sería conocido como Manu.
Los hindúes creen que esto sucedió a principios del satia-iugá, hace más de tres millones de años (o al principio del séptimo Manu, hace más de dos mil millones de años).
Durante un período que marco el fin de un Manvantara (período de 306.72 millones de años humanos) y el inicio de otro, bajo un nuevo Manu, se presentó un gran "diluvio universal" el dios Visnú tomó la forma del Matsia Avatar (la encarnación como pez) para proteger a Manu y guardar las semillas de todos los seres vivos para el próximo ciclo cósmico.
El Matsia-purana contiene una descripción completa de Manu y del avatar Matsia.
Se dice que este Purana se lo narró el avatar Matsia a Manu, que estaba esperando la llegada del dios durante el diluvio, en su barco anclado en una montaña muy alta.
La parte más importante de la historia comienza cuando el dios Visnú se encarna como el dios Matsia antes del diluvio, cuando el rey Satiavrata está realizando penitencias al pie de los montes Malaya en su Dravida natal. Durante el diluvio, su barco arriba a la cima de los mismos montes.
El Purana describe la vida de Satiavrata Manu, quien es hijo del dios de Sol, Suria.

## Otra versión de la misma leyenda
Según el Bhágavata-purana (8.24.13) ―compuesto en el siglo X d. C.―, Matsia se le apareció al rey Manu (cuyo nombre original era Satiavrata, entonces rey de Dravida, en el sur de la India), cuando el rey se estaba lavando las manos en un río. El pececito le pidió que lo salvara, por lo que el rey lo puso dentro de su lota (recipiente de cobre). El pez creció rápidamente, por lo que el rey tuvo que ponerlo en un charco. Volvió a crecer y el rey lo puso en un lago. Volvió a crecer y el rey lo puso en el océano. El pez Matsia le dijo al rey que vendría un diluvio. El rey construyó una gran nave, donde alojó a su familia y el semen de todos los animales para repoblar la Tierra. Enganchó la nave al cuerno del pez Matsia, que los arrastró a través del diluvio.

## Tercera versión de la leyenda
El mismo Bhágavata-purana narra la siguiente leyenda acerca de esta encarnación pez:
Hace mucho tiempo, un terrible demonio aterrorizó la Tierra. Impedía que los sabios realizaran sus rituales y robó los sagrados Vedas. Se refugió en el interior de una caracola en las profundidades del océano. Brahmá, creador del mundo, se acercó a Visnú pidiéndole ayuda. Éste inmediatamente adoptó la forma de un pez y se sumergió en el océano. Mató al demonio, le abrió el estómago y extrajo los Vedas, que dentro de la panza cuádruple del demonio se habían convertido en cuatro: Rig, Sama, Átharva y Iáyur-veda.